# Bisbat d'Avellino

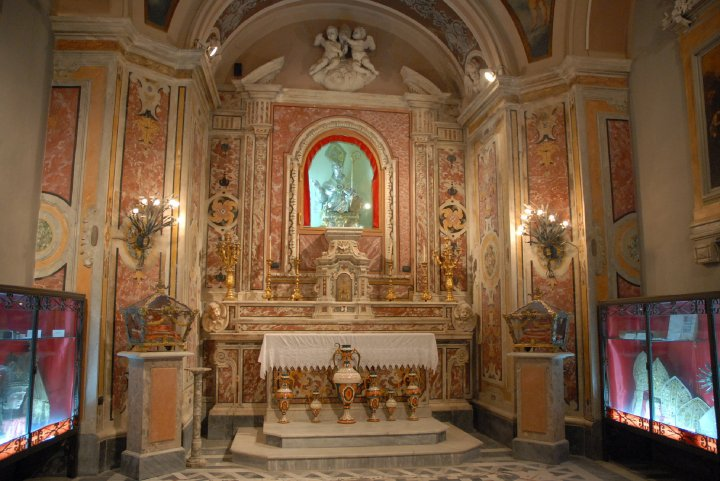
La Capella de San Modestino, a l'interior de la catedral d'Avellino

El bisbat d'Avellino (italià: Diocesi di Avellino; llatí: Dioecesis Abellinensis) és una seu de l'Església catòlica, sufragània de l'arquebisbat de Benevent, que pertany a la regió eclesiàstica Campània. El 2012 tenia 163.300 batejats d'un total de 158.800 habitants. Actualment està regida pel bisbe Francesco Marino.

## Territori
La diòcesi comprèn la ciutat d'Avellino i els municipis de Mercogliano, Pratola Serra, Summonte, San Potito Ultra, Serino, Grottolella, Aiello del Sabato, Forino, Prata di Principato Ultra, Sant'Angelo a Scala, Contrada, Atripalda, Montefredane, Taurasi, Manocalzati, San Mango sul Calore, Candida, Chiusano di San Domenico, Mirabella Eclano, Luogosano, San Michele di Serino, Sant'Angelo all'Esca, Capriglia Irpina, Paternopoli, Fontanarosa, Cesinali, Santo Stefano del Sole, Parolise, Santa Lucia di Serino, Ospedaletto d'Alpinolo, Sorbo Serpico, Monteforte Irpino i Salza Irpina.
La seu episcopal és la ciutat d'Avellino, on es troba la catedral de Santa Maria Assunta
El territori està dividit en 64 parròquies.

## Història
La història de l'església avellinenca començà amb un grup de creients en tot el municipium d'Abel·línum, fruit de la predicació apostòlica en l'eix de les vies consulars, la veritable "xarxa" de la propagació de l'Evangeli. La vitalitat i el naixement de l'església avellinenca està testificada pels fidels martiritzats probablement durant la persecució dels cristians sota Dioclecià. Cap al final del segle v la Abel·línum cristiana (prop d'Atripalda) es va despoblar per la profunda crisi econòmica i el consegüent final del comerç, així també com per la pesta i la guerra gòtica.
La datació de l'erecció de la diòcesi és problemàtica, però sembla que es remunta al segle v, un moment en són coneguts dos bisbes: Timoteo, que va assistir a un sínode a Roma entre 496 i 499; i Sant Sabino, que va participar amb el Papa Joan II en una missió a Constantinoble el 525 o el 526. Està establert històricament l'episcopat de Sant Modestino, que se situa abans del seu martiri, que es va produir el 311.
De l'església avellinenca no en sabem res més. Més tard, el territori avellinenc conquerit pels llombards va ser annexat al ducat de Benevent. Des dels segles vii i viii els habitants de la nova ciutat es va arrelar a la turó de "la Terra". La ciutat llombarda va quedar tancada dins de les muralles, gairebé un castell, amb un desenvolupament urbanístic concèntric al voltant de la primera església de Santa Maria.
El districte d'Avellino va anar a caure sota la jurisdicció del bisbe de Benevent. El 29 de maig de 969 trobem la menció d'Avellino com a sufragània de Benevent, que aquell dia va ser elevada al rang d'arxidiòcesi metropolitana. No obstant això, no se sap els noms dels bisbes fins a la meitat del segle xi amb el bisbe Truppualdo, esmentat en un document legal presentat en els arxius de l'abadia de Montevergine.
Posteriorment, la jerarquia eclesiàstica es recompon amb l'elecció del bisbe i la construcció de la fabrica noba de la catedral el 1132. Els treballs van durar a prop de vint anys i l'església va ser consagrada pel bisbe Guglielmo el 1166. A la façana de la catedral encara es pot llegir el que estava gravat en la pedra de l'edifici romànic:
| « | Vosaltres els que entreu per aquesta porta per plorar seus pecats, heu d'anar a través meu (diu Crist) perquè jo sóc la porta de la vida. Guglielmo, esdevingut bisbe, s'ha ampliat aquest porta per donar a tots l'oportunitat d'entrar a expiar els seus pecats. El treball es va realitzar l'any 1167 de l'encarnació de Nostre Senyor Jesucrist en el qual va caure la XV indicció. | » |

El bisbe Guglielmo en la incansable recerca de material per a ser reutilitzat en la construcció de la catedral a les excavacions d'una antiga colònia desenterrà per "inspiració divina" les restes de san Modestino i dels seus companys màrtirs. La crònica narra que el bisbe el 10 de juny d'aquell any, acompanyat de l'ardiaca Bernardo, de l'arxiprest Guglielmo, del primicer Alferio, les màximes dignitats del capítol de canonges i d'alguns "homes bons", recuperà la consciència al lloc Urbinianum, prop del pretori de Mercogliano, les relíquies dels sants Modestino, Flaviano i Fiorentino, les traslladà a la cripta de la catedral.
El 9 de maig de 1466 el bisbe de Frigento també va ser nomenat bisbe d'Avellino i les dues seus es van fusionar aeque principaliter. No obstant això, durant el segle xvi, dos bisbes van renunciar a la seu d'Avellino i conservaren la seu de Frigento. La unió de les seus d'Avellino i Frigento i es consolidà sota el bisbe Silvio Messaglia.
Després del concordat entre la Santa Seu i el Regne de les Dues Sicílies, la diòcesi de Frigento va ser finalment suprimida el 27 de juny de 1818 amb la butlla De utiliori del Papa Pius VII i el seu territori va ser incorporat a la seu d'Avellino.
Al segle xix l'antiga catedral romànica va ser restaurada, d'acord amb el gust neoclàssic.
L'actual territori de la diòcesi és el resultat dels canvis territorials implementats el 1998 i que van implicar els territoris de diverses diòcesis campanes i lucanes.

## Cronologia episcopal

### Bisbes d'Avellino
- Timoteo † (citat el 496/499)
- San Sabino † (citat el 525/526)
- Truppualdo † (citat el 1053)
- Goffredo † (citat el 1059)
- Pietro † (? - 1068 mort)
- Anonimo † (citat el 1071)
- Giovanni I † (inicis de 1114 - finals de 1126)
- Roberto † (inicis de 1131 - finals de 1133)
- Vigilanzio † (citat el 1145)
- Guglielmo † (1166 - 1207)
- Ruggiero † (1215 - 10 d'abril de 1242 mort)
- Giacomo ? † (? - vers 1265 renuncià)
- Giovanni II † (? - vers 1266 renuncià)
- Leonardo? † (vers 1267 - 1277)
- Benedetto † (20 d'abril de 1288 - 1294 mort)
- Francesco, O.F.M. † (8 d'abril de 1295 - 1310 mort)
- Nicola I, O.P. † (15 de febrer de 1311 - 1324)
- Goffredo Del Tufo † (1325 - 21 de febrer de 1326 nomenat bisbe de Tricarico)
- Natimbene, O.E.S.A. † (21 de febrer de 1326 - 17 de juny de 1334 nomenat bisbe de Trivento)
- Nicola II, O.P. † (17 de juny de 1334 - 1351 mort)
- Raimondo, O.F.M. † (27 de juny de 1351 - 1363 mort)
- Nicola III, O.F.M. † (16 d'octubre de 1363 - 1391 mort)
- Matteo † (1 de març de 1391 - 1422 o 1423 mort)
- Francesco Palombo † (25 d'octubre de 1423 - 12 de desembre de 1431 nomenat bisbe de Melfi)
- Fuccio † (10 de febrer de 1432 - 1466 mort)

### Bisbes d'Avellino i Frigento
- Battista de Ventura † (9 de maig de 1466 - 1492 mort)
- Antonio De Pirro † (8 d'octubre de 1492 - 1503 mort)
  - Bernardino López de Carvajal y Sande † (28 de juliol de 1503 - 1505 renuncià) (administrador apostòlic)
- Antonio De Caro † (1505 - 27 d'octubre de 1507 nomenat bisbe de Nardò)
- Gabriele Setario † (27 d'octubre de 1507 - 1510 renuncià)
- Giovanni Francesco Setario † (11 de gener de 1511 - 1516 mort)
- Arcangelo Madrignano † (18 d'agost de 1516 - 28 de març de 1520 renuncià)
- Silvio Messaglia, O.Cist. † (28 de març de 1520 - 1544 mort)
- Geronimo Albertino † (19 de gener de 1545 - 1548 renuncià)
  - Bartolomé de la Cueva de Albuquerque † (12 de setembre de 1548 - 10 de març de 1549 renuncià) (administrador apostòlic)
- Ascanio Albertini † (10 de maig de 1549 - 1580 mort)
- Pietrantonio Vicedomini † (4 de novembre de 1580 - 1591 renuncià)
- Fulvio Passerini † (21 de juny de 1591 - 19 d'abril de 1599 nomenat bisbe de Pistoia)
- Tommaso Vannini † (21 de maig de 1599 - 5 de maig de 1609 mort)
- Muzio Cinquini † (10 de juny de 1609 - 15 de desembre de 1625 renuncià)
- Bartolomeo Giustiniani † (9 de febrer de 1626 - 24 d'abril de 1653 mort)
- Lorenzo Pollicini † (10 de novembre de 1653 - 10 de juliol de 1656 mort)
- Tommaso Brancaccio † (16 d'octubre de 1656 - 19 d'agost de 1669 nomenat bisbe de Nardò)
- Giovanni Battista Lanfranchi, C.R. † (30 de juny de 1670 - 3 de gener de 1673 mort)
- Carlo Pellegrini † (13 de març de 1673 - 3 de maig de 1678 mort)
- Francesco Scannagatta † (12 de juny de 1679 - 18 de març de 1700 mort)
- Emanuele Cicatelli † (28 de maig de 1700 - 17 de desembre de 1703 mort)
- Pietro Alessandro Procaccini † (15 de desembre de 1704 - 9 de juny de 1722 mort)
- Francesco Antonio Finy † (6 de juliol de 1722 - 29 de juliol de 1726 renuncià)
- Cherubino Tommaso Nobilione, O.P. † (31 de juliol de 1726 - 9 de desembre de 1726 nomenat bisbe d'Andria)
- Giovanni Paolo Torti Rogadei, O.S.B. † (9 de desembre de 1726 - 19 d'agost de 1742 mort)
- Antonio Maria Carafa, C.R. † (24 de setembre de 1742 - 4 de maig de 1745 mort)
- Felice Leone, O.S.A. † (19 de juliol de 1745 - 9 de juliol de 1754 mort)
- Benedetto Latilla, C.R.L. † (16 de desembre de 1754 - 29 de febrer de 1760 renuncià)
- Gioacchino Martinez † (21 d'abril de 1760 - 21 de febrer de 1782 mort)
  - Sede vacante (1782-1792)
- Sebastiano de Rosa † (26 de març de 1792 - 14 de maig de 1810 mort)
  - Sede vacante (1810-1818)

### Bisbes d'Avellino
- Domenico Novi Ciavarria † (6 d'abril de 1818 - 4 de maig de 1841 mort)
- Giuseppe Palma, O.Carm. † (3 d'abril de 1843 - 12 d'octubre de 1843 mort)
- Giuseppe Maria Maniscalco, O.F.M. † (17 de juny de 1844 - 17 d'abril de 1854 nomenat bisbe de Caltagirone)
- Francesco Gallo † (23 de març de 1855 - 16 de setembre de 1896 mort)
- Serafino Angelini † (30 de novembre de 1896 - 4 de febrer de 1908 mort)
- Giuseppe Padula † (2 d'agost de 1908 - 18 de novembre de 1928 renuncià)
- Francesco Petronelli † (18 de gener de 1929 - 25 de maig de 1939 nomenat arquebisbe de Trani e Barletta)
- Guido Luigi Bentivoglio, O.C.S.O. † (27 de juliol de 1939 - 30 de març de 1949 nomenat arquebisbe titular de Laodicea di Siria)
- Gioacchino Pedicini † (22 de novembre de 1949 - 2 de juny de 1967 jubilat)
- Pasquale Venezia † (2 de juny de 1967 - 28 de febrer de 1987 jubilat)
- Gerardo Pierro (28 de febrer de 1987 - 25 de maig de 1992 nomenat arquebisbe de Salern-Campagna-Acerno)
- Antonio Forte, O.F.M. † (20 de febrer de 1993 - 13 de novembre de 2004 jubilat)
- Francesco Marino, des del 13 de novembre de 2004

## Estadístiques
A finals del 2012, la diòcesi tenia 158.800 batejats sobre una població de 163.300 persones, equivalent al 97,2% del total.
| any  | població | població | població | sacerdots | sacerdots       | sacerdots       | sacerdots             | diaques | religiosos | religiosos | parroquies |
| ---- | -------- | -------- | -------- | --------- | --------------- | --------------- | --------------------- | ------- | ---------- | ---------- | ---------- |
| any  | batejats | total    | %        | total     | clergat secular | clergat regular | batejats por sacerdot | diaques | homes      | dones      |            |
| 1950 | 120.000  | 120.000  | 100,0    | 139       | 103             | 36              | 863                   |         | 20         | 191        | 50         |
| 1959 | 130.000  | 130.000  | 100,0    | 125       | 89              | 36              | 1.040                 |         | 37         | 205        | 52         |
| 1968 | 133.000  | 133.155  | 99,9     | 116       | 85              | 31              | 1.146                 |         | 26         | 233        | 55         |
| 1980 | 121.500  | 130.500  | 93,1     | 100       | 68              | 32              | 1.215                 |         | 37         | 158        | 55         |
| 1990 | 139.200  | 139.800  | 99,6     | 105       | 69              | 36              | 1.325                 | 3       | 38         | 178        | 51         |
| 1999 | 143.418  | 145.418  | 98,6     | 106       | 76              | 30              | 1.353                 | 8       | 31         | 184        | 55         |
| 2000 | 143.418  | 145.418  | 98,6     | 98        | 72              | 26              | 1.463                 | 8       | 27         | 180        | 55         |
| 2001 | 143.500  | 145.500  | 98,6     | 96        | 69              | 27              | 1.494                 | 8       | 28         | 178        | 55         |
| 2002 | 143.500  | 145.000  | 99,0     | 100       | 72              | 28              | 1.435                 | 8       | 28         | 174        | 55         |
| 2003 | 143.500  | 145.000  | 99,0     | 99        | 71              | 28              | 1.449                 | 10      | 28         | 172        | 55         |
| 2004 | 143.500  | 146.000  | 98,3     | 98        | 70              | 28              | 1.464                 | 10      | 28         | 170        | 55         |
| 2006 | 159.500  | 162.500  | 98,2     | 97        | 72              | 25              | 1.644                 | 11      | 31         | 207        | 64         |
| 2012 | 158.800  | 163.300  | 97,2     | 103       | 72              | 31              | 1.541                 | 13      | 31         | 192        | 64         |